# Биу (плато)
Биу́ (англ. Biu Plateau) — плато на северо-востоке Нигерии, в штате Борно. Вулканическое поле из застывших потоков лав, состоящих из базальтов, кратеров, шлаковых конусов. Вулканическая активность в историческое время не зафиксирована, последние извержения происходили от 1,4 до 5 млн. лет назад. Также в породах извергнутых лав присутствуют ксенолиты и перидотиты.